# Xiao Sha
Xiao Sha (Rongjiang, China, 15 de junio de 1992) es una gimnasta artística china, subcampeona del mundo en 2007 el concurso por equipos.

## Carrera deportiva
En el Mundial celebrado en Stuttgart en 2007 ayudó a sus compañeras a conseguir la medalla de plata —quedando solo tras las estadounidenses—; las otras cinco componentes del equipo eran: Cheng Fei, Jiang Yuyuan, Li Shanshan, Yang Yilin y He Ning. 